# Pop 100
Pop 100 là một bảng xếp hạng âm nhạc của tạp chí Billboard, Hoa Kỳ. Bảng xếp hạng ra mắt lần đầu vào tháng 2 năm 2005, được in hàng tuần trên tạp chí và chấm dứt vào năm 2009. Bảng xếp hạng bao gồm các ca khúc dựa theo tần số phát thanh ở các đài phát thanh top 40, vào doanh số đĩa và doanh số tải về.

## Lịch sử
Việc thành lập Pop 100 là ý tưởng của Michael Ellis, người sau này đã trở thành phó tổng biên tập tạp chí.
Khi Pop 100 được xuất bản, Hot 100 cũng đã thay đổi cơ chế xếp hạng của mình. Doanh số nhạc số đã được thêm vào các tiêu chí xếp hạng của các bài hát, trong khi trước đó chỉ tần số phát thanh và doanh số đĩa được sử dụng.
Một bảng xếp hạng Pop 100 Airplay cũng đã được phát hành cùng với Pop 100, và cũng chấm dứt gần như cùng thời điểm với Pop 100.
Billboard đã tuyên bố chính thức sự chấm dứt của Pop 100 vào ngày 10 tháng 6 năm 2006. Pop 100 vẫn tiếp tục được phát hành sau đó, nhưng không trong báo in mà trên billboard.biz, cho đến khi chấm dứt hoàn toàn ngày 10 tháng 4 năm 2010.

## Danh sách đĩa đơn quán quân Pop 100
Dưới đây là danh sách toàn bộ các bài hát đã đạt vị trí quán quân của bảng xếp hạng Pop 100 kể từ ngày đầu tiên phát hành tháng 2 năm 2005 đến khi chấm dứt tháng 6 năm 2009. Điểm phát thanh được biên soạn dựa trên hệ thống đếm điện tử của Nielsen Broadcast Data Systems tại khoảng 115 đài phát thanh Top 40.
Ngày phát hành đầu tiên của bảng xếp hạng là 12 tháng 2 năm 2005, với đĩa đơn quán quân đầu tiên "1, 2 Step" của Ciara và Missy Elliott. Đĩa đơn quán quân của bảng xếp hạng cuối cùng ngày 27 tháng 6 năm 2009 là "Boom Boom Pow" của Black Eyed Peas.
| Ngày phát hành       | Bài hát                                 | Nghệ sĩ                                                  | Số tuần ở #1 |
| -------------------- | --------------------------------------- | -------------------------------------------------------- | ------------ |
| 12 tháng 2 năm 2005  | "1, 2 Step"                             | Ciara hợp tác với Missy Elliott                          | 2            |
| 26 tháng 2 năm 2005  | "Let Me Love You"                       | Mario                                                    | 1            |
| 5 tháng 3 năm 2005   | "Boulevard of Broken Dreams"            | Green Day                                                | 3            |
| 26 tháng 3 năm 2005  | "Since U Been Gone"                     | Kelly Clarkson                                           | 6            |
| 7 tháng 5 năm 2005   | "Hollaback Girl"                        | Gwen Stefani                                             | 8            |
| 2 tháng 7 năm 2005   | "Inside Your Heaven"                    | Carrie Underwood                                         | 1            |
| 9 tháng 7 năm 2005   | "Inside Your Heaven"                    | Bo Bice                                                  | 1            |
| 16 tháng 7 năm 2005  | "We Belong Together"                    | Mariah Carey                                             | 3            |
| 6 tháng 8 năm 2005   | "Don't Cha"                             | The Pussycat Dolls hợp tác với Busta Rhymes              | 7            |
| 24 tháng 9 năm 2005  | "Gold Digger"                           | Kanye West hợp tác với Jamie Foxx                        | 10           |
| 3 tháng 12 năm 2005  | "Run It!"                               | Chris Brown                                              | 7 ↓↑         |
| 14 tháng 1 năm 2006  | "Photograph"                            | Nickelback                                               | 1            |
| 28 tháng 1 năm 2006  | "Check on It"                           | Beyoncé hợp tác với Slim Thug                            | 5            |
| 4 tháng 3 năm 2006   | "You're Beautiful"                      | James Blunt                                              | 2            |
| 18 tháng 3 năm 2006  | "So Sick"                               | Ne-Yo                                                    | 2            |
| 1 tháng 4 năm 2006   | "Unwritten"                             | Natasha Bedingfield                                      | 1            |
| 8 tháng 4 năm 2006   | "Bad Day"                               | Daniel Powter                                            | 6 ↓↑         |
| 13 tháng 5 năm 2006  | "SOS"                                   | Rihanna                                                  | 4            |
| 17 tháng 6 năm 2006  | "Hips Don't Lie"                        | Shakira hợp tác với Wyclef Jean                          | 2            |
| 1 tháng 7 năm 2006   | "Do I Make You Proud"                   | Taylor Hicks                                             | 1            |
| 8 tháng 7 năm 2006   | "Promiscuous"                           | Nelly Furtado hợp tác với Timbaland                      | 7            |
| 26 tháng 8 năm 2006  | "London Bridge"                         | Fergie                                                   | 2            |
| 9 tháng 9 năm 2006   | "SexyBack"                              | Justin Timberlake                                        | 8            |
| 4 tháng 10 năm 2006  | "Lips of an Angel"                      | Hinder                                                   | 1            |
| 11 tháng 11 năm 2006 | "My Love"                               | Justin Timberlake hợp tác với T.I.                       | 3            |
| 2 tháng 12 năm 2006  | "I Wanna Love You"                      | Akon hợp tác với Snoop Dogg                              | 1            |
| 9 tháng 12 năm 2006  | "Smack That"                            | Akon hợp tác với Eminem                                  | 1            |
| 16 tháng 12 năm 2006 | "Irreplaceable"                         | Beyoncé                                                  | 6 ↓↑         |
| 13 tháng 1 năm 2007  | "Fergalicious"                          | Fergie                                                   | 1            |
| 3 tháng 2 năm 2007   | "This Ain't a Scene, It's an Arms Race" | Fall Out Boy                                             | 1            |
| 10 tháng 2 năm 2007  | "Say It Right"                          | Nelly Furtado                                            | 3            |
| 3 tháng 3 năm 2007   | "What Goes Around...Comes Around"       | Justin Timberlake                                        | 3            |
| 24 tháng 3 năm 2007  | "Glamorous"                             | Fergie hợp tác với Ludacris                              | 3            |
| 14 tháng 4 năm 2007  | "The Sweet Escape"                      | Gwen Stefani hợp tác với Akon                            | 1            |
| 21 tháng 4 năm 2007  | "Give It to Me"                         | Timbaland hợp tác với Nelly Furtado và Justin Timberlake | 2            |
| 5 tháng 5 năm 2007   | "Girlfriend"                            | Avril Lavigne                                            | 1            |
| 12 tháng 5 năm 2007  | "Makes Me Wonder"                       | Maroon 5                                                 | 4            |
| 9 tháng 6 năm 2007   | "Umbrella"                              | Rihanna hợp tác với Jay-Z                                | 6            |
| 21 tháng 7 năm 2007  | "Big Girls Don't Cry"                   | Fergie                                                   | 3 ↓↑         |
| 4 tháng 8 năm 2007   | "Hey There Delilah"                     | Plain White T's                                          | 1            |
| 11 tháng 8 năm 2007  | "Beautiful Girls"                       | Sean Kingston                                            | 3            |
| 8 tháng 9 năm 2007   | "The Way I Are"                         | Timbaland hợp tác với Keri Hilson                        | 3            |
| 29 tháng 9 năm 2007  | "Stronger"                              | Kanye West                                               | 5            |
| 3 tháng 10 năm 2007  | "Apologize"                             | Timbaland hợp tác với OneRepublic                        | 8 ↓↑         |
| 1 tháng 12 năm 2007  | "No One"                                | Alicia Keys                                              | 1            |
| 5 tháng 1 năm 2008   | "Low"                                   | Flo Rida hợp tác với T-Pain                              | 12           |
| 29 tháng 3 năm 2008  | "Love Song"                             | Sara Bareilles                                           | 1            |
| 5 tháng 4 năm 2008   | "Bleeding Love"                         | Leona Lewis                                              | 12 ↓↑        |
| 12 tháng 4 năm 2008  | "Touch My Body"                         | Mariah Carey                                             | 1            |
| 5 tháng 7 năm 2008   | "I Kissed a Girl"                       | Katy Perry                                               | 7            |
| 23 tháng 8 năm 2008  | "Forever"                               | Chris Brown                                              | 3 ↓↑         |
| 6 tháng 9 năm 2008   | "Disturbia"                             | Rihanna                                                  | 5 ↓↑         |
| 18 tháng 10 năm 2008 | "So What"                               | Pink                                                     | 5            |
| 22 tháng 10 năm 2008 | "Hot n Cold"                            | Katy Perry                                               | 2            |
| 6 tháng 12 năm 2008  | "Live Your Life"                        | T.I. hợp tác với Rihanna                                 | 5            |
| 10 tháng 1 năm 2009  | "Just Dance"                            | Lady Gaga hợp tác với Colby O'Donis                      | 6            |
| 21 tháng 2 năm 2009  | "Crack a Bottle"                        | Eminem, Dr. Dre và 50 Cent                               | 1            |
| 28 tháng 2 năm 2009  | "Right Round"                           | Flo Rida                                                 | 7            |
| 18 tháng 4 năm 2009  | "Boom Boom Pow"                         | Black Eyed Peas                                          | 9 ↓↑         |
| 25 tháng 4 năm 2009  | "Poker Face"                            | Lady Gaga                                                | 2            |

- ↓↑ - nghĩa là bài hát ở vị trí quán quân trong nhiều tuần không liên tiếp.